# Vlahia Mare
Vlahia Mare (în limba greacă: „Μεγάλη Βλαχία” („Megale Vlachia”), cunoscută și ca „Tesalia vlahă”, a fost un stat al păstorilor aromâni (vlahi), care a existat în secolele al XII-lea – al XIII-lea, incluzând zona grecească Tesalia, zona centrală a Munții Pindului și unele părți ale Macedoniei. Altă regiune greacă vecină în care se stabiliseră păstori aromâni este Acarnania, citată de cronicarul Ioannis Apokaukos ca fiind atunci „Μικρή Βλαχία” („Mikri Vlahia”): Vlahia mică.

## Istoric
Prințesa bizantină Anna Comnena (1083 – 1153) a fost primul autor medieval care a scris despre așezările aromâne din munții Tesaliei. Benjamin din Tudela, în secolul al XII-lea, este autorul primei relatări despre statul independent „Vlahia Mare” din munți. El scria: „Nici un om nu poate urca să se lupte împotriva lor și nicun rege nu poate domni peste ei.”
După cucerirea latină a Constantinopolului din 1204, Vlahia Mare a fost inclusă în Despotatul Epirului, dar a reușit să-și recucerească rapid independența. 
După Recucerirea Constantinopolului în 1261 și refacerea Imperiului Roman de Răsărit (Bizantin), mai multe state latine și grecești ostile se aflau pe fostul teritoriu al imperiului, printre care și Vlahia Mare. Părți din Tesalia: Demetrias, Velestino, Halmyros și Pharsalos au fost sub controlul Imperiului de la Niceea și astfel au revenit Imperiului Bizantin, câțiva ani după Bătălia de la Pelagonia. Acest district a fost guvernat de un „kephale al Marii Vlahii”, funcție deținută în 1276 de epinkernes Raoul Komnenos. În anii 1360, Vlahia Mare a fost sub suveranitatea Serbiei care a devenit din ce în ce mai puternică. Cu toate acestea, din anii 1390, Tesalia a intrat sub stăpânirea turcilor, deși puterea lor nu a fost atât de tangibilă în Vlahia Mare pe tot parcursul existenței Imperiului Otoman. 
La nordul Dunării, Vlahia Mare este și denumirea alternativă exonimă a Munteniei prin deosebire de Oltenia denumită Vlahia Mică.